# A Series of Unfortunate Events
A Series of Unfortunate Events (conocido en España como Una Serie de Catastróficas Desdichas y en Hispanoamérica como Una serie de eventos desafortunados) es una serie de libros, escrita por Daniel Handler bajo el seudónimo de Lemony Snicket, e ilustrada por Brett Helquist. El primer libro en la serie, Un mal principio (The Bad Beginning), fue publicado en 1999 por Libros infantiles de HarperCollins. El decimotercer y último libro, The End (El fin), fue publicado el viernes 13 de octubre de 2006.      
En 2004 se estrenó una versión cinematográfica basada en los tres primeros libros, Lemony Snicket's A Series of Unfortunate Events, distribuida como Una serie de catastróficas desdichas, de Lemony Snicket en España y Una serie de eventos desafortunados en Hispanoamérica.      
El 13 de enero de 2017 se estrenó en la plataforma Netflix una serie de televisión con el mismo nombre protagonizada por Neil Patrick Harris, Patrick Warburton, Malina Weissman, Louis Hynes.

## Argumento
La serie sigue la vida de Violet Baudelaire, Klaus Baudelaire y Sunny Baudelaire, después de la repentina muerte de sus padres en un incendio que destruyó su hogar. En “Un mal principio" (The Bad Beginning), fueron llevados a vivir con un primo tercero, sobrino cuarto, (o primo cuarto sobrino tercero), el Conde Olaf (cuyo nombre es una referencia al conde Orlok), un hombre desagradable, malvado y muy mal actor quien quiere obtener su enorme fortuna heredada por sus padres ricos. En los siguientes libros, Olaf a menudo se disfraza para estar cerca de los huérfanos con la esperanza de robar su fortuna. Los huérfanos rutinariamente intentan pedir ayuda al consejero financiero de sus padres, el Sr. Poe, pero Poe suele olvidarse de Olaf y el peligro que representa. Él asume originalmente que Olaf es un hombre muy generoso por cuidar a los Baudelaires, pero finalmente se da cuenta de que Olaf es un villano, y de los horrores que lo rodean.
Mucho está basado en la naturaleza triste de la historia. En la contraportada del libro se muestra una nota de advertencia de las cosas terribles descritas en cada volumen, y respetuosamente se recomienda leer otro libro en vez de ese. Cada volumen comienza con una dedicatoria a la memoria del único amor de Lemony Snicket "Beatrice"  (Dedicatoria: De "Un mal principio": "Para Beatrice - Querida, encantadora, muerta."). A continuación un ejemplo de los escritos de Lemony Snicket:
Este libro, como en el diccionario, contiene la palabra "nervioso" que significa "preocupado por algo" - podrías sentirte nervioso, por ejemplo, si te sirvieran helado de pasas como postre, porque te preocuparía que te supiese horrible- mientras que la palabra "ansioso" que significa "consternado por una terrible preocupación," es lo que sentirías si te sirviesen un cocodrilo vivo como postre, porque estarías consternado por una terrible preocupación al no saber si podrías comerte tu postre antes de que él te comiera a ti. Pero contrario a este libro, el diccionario también contiene palabras que son mucho más agradables de contemplar. La palabra "burbuja" está en el diccionario, por ejemplo, al igual que la palabra "pavo real," la palabra "vacaciones," y las palabras "La" "ejecución" "del" "autor" "ha" "sido" "cancelada," las cuales forman un enunciado siempre agradable de escuchar. Así que si llegas a leer un diccionario, y no este libro, podrías saltarte las partes sobre "nervioso" y "ansioso" y leer cosas que no te mantengan toda la noche despierto, llorando y tirándote de los pelos.

## Alusiones
Mientras que los libros son propuestos sobre todo para niños, también están escritos para lectores de mentes adultas; la serie ofrece muchas referencias que le dan sentido a la gente adulta. Muchos de los nombres de los personajes son ficticios o de personas reales con macabras conexiones. Por ejemplo, los huérfanos Baudelaire son nombrados por Charles Baudelaire, y los nombres de Sunny y Klaus fueron tomados de Claus y Sunny von Bülow; El tío Monty les advierte a los niños que nunca dejen a la serpiente lobo de Virginia (Virginian Wolfsnake) cerca de una máquina de escribir, refiriéndose ambos a Monty Python y Virginia Woolf; los dos trillizos que los Baudelaire conocieron son nombrados Isadora y Duncan como Isadora Duncan, la bailarina; y la amante muerta de Snicket, Beatrice, puede ser una referencia a Beatrice Portinari. Los nombres que Violet y Klaus toman, Beverly y Elliot, cuando se disfrazan de fenómenos de circo son los nombres de los hermanos gemelos con que Jeremy Irons actuó en la película "Dead Ringers". Los hijos de Poe, Edgar y Albert, son de Edgar Allan Poe (y el nombre Albert While fue posiblemente el segundo o para hacerlo menos obvio, puede que lo haya tomado de Edgar Albert Guest, que también es mencionado en 11.º libro). También, el personaje de "Esmé Squalor" (Esmé Sordidez) hace referencia a una novela de J.D. Salinger, titulada "Para Esmé, con amor y sordidez" (Sordidez = Squalor). Y más interesante, las iniciales de Salinger (J.S.) son similares a las iniciales que aparecen a través de la serie que pertenece a Jacques Snicket, La Jueza Strauss y el exesposo de Esmé, Jerome Sordidez. Pudo haber sido tomado del primer nombre de Salinger el cual es Jerome también.
Los libros se fijan en un Universo de ficción con semejanzas estilísticas del siglo XIX y de los años 1930, y con lo contemporáneo, aparentemente con la tecnología anacrónica y con conocimientos científicos. Aunque los libros se puede clasificar como 'steampunk', en los que se envuelve gente joven que lucha contra grandes probabilidades en un ajuste anacrónico, la adición, en los siguientes libros, de la misteriosa organización conocida como V.F.D. ha comenzado a llevar la historia a un nuevo género de post-steampunk (de la misma manera en la que ediciones más recientes del género cyberpunk son clasificadas ahora como postcyberpunk).
Los libros también pueden ser clasificados como ficción absurda, debido a sus personajes excéntricos, estilo de escritura caprichosa y de sus historias por lo general poco creíbles. Algunos pueden argumentar que estos libros también pueden ser clasificados como Humor negro, por la mezcla de elementos chistosos y macabros.

### Líneas generales de la historia
Cada libro de “Una serie de eventos desafortunados” es la continuación de un libro anterior, dejando a los tres huérfanos en situaciones nuevas, sin su consentimiento. El tema a tratar de cada evento crítico del libro se identifica en el título del mismo.
Los trece libros tienen dos fases distintas. Después de que el primer libro tomó su forma, los siguientes cinco libros siguieron la misma estructura básica:
- Los Baudelaire son dejados al cuidado de excéntricos tutores, por lo general extremadamente inadecuados. Sin contar a Tío Monty "La habitación de los reptiles", todos sus tutores se han preocupado poco por defender a los huérfanos o han sido demasiado miedosos para hacer algo al respecto.
- El Conde Olaf usualmente aparece disfrazado tan ridículamente que los Baudelaire pueden reconocerlo. Cuando ellos intentan advertir a los adultos sobre él, ellos los ignoran.
- Generalmente sólo los hermanos de Sunny (Violet y Klaus) pueden comprender y traducir su manera de hablar.
- El Conde Olaf usualmente cuenta con uno o más asistentes disfrazados: El hombre con ganchos en vez de manos, la persona de género dudoso (también llamada "la persona increíblemente gorda que no parece un hombre ni una mujer"), el hombre calvo de gran nariz, o las dos mujeres con polvo blanco en sus rostros.
- El símbolo de un ojo se encuentra conectado con casi todos los villanos (generalmente cada villano siempre resulta ser el mismo Olaf, pero disfrazado).
- Los inventos de Violet, la sabiduría de Klaus o los colmillos de Sunny los salvan de eventos trágicos y de los planes del Conde Olaf.
- Cuando se descubre la identidad del Conde Olaf los adultos siempre se sorprenden, y aparentemente nunca recuerdan las advertencias que los Baudelaire les hicieron al decir que tal personaje siempre fue el Conde Olaf.
- El Conde Olaf siempre escapa en el último minuto y los Baudelaires siempre son enviados a vivir con otro tutor o guardián.

El séptimo libro (y exactamente a la mitad de la historia) —La villa vil— (The Vile Village)-, marca cambios críticos para los Baudelaire. El libro comienza como los primeros seis, con una aldea en la que incompetentes guardianes de los tres huérfanos asumen el control. A la mitad del libro, todo cambia. Después de ser acusados de la muerte de Jacques Snicket, aparentemente hermano de Lemony Snicket, los huérfanos se convierten en fugitivos y en vez de perseguir al Conde Olaf los niños son perseguidos por la autoridad.
Los siguientes libros en la serie se han alejado de la típica manera en la que ocurren las cosas; mientras que V.F.D. y los elementos asociados se han hecho cada vez más y más importantes, los niños se han hecho más independientes, buscando información sobre sus vidas en vez de esperar a que Olaf los encuentre. Después de los siete libros, los Baudelaire se convierten en fugitivos cuando El Diario Punctilio publica información falsa sobre la muerte del Conde Olaf asesinado por los Baudelaire. El Sr. Poe ya no los lleva con ningún otro guardián. Desde ese punto, todos los tutores que siguen en la serie son sólo guardianes no oficiales.
- Al comienzo del libro 8, “El hospital hostil” (The Hostile Hospital), son los Baudelaire los que empiezan a utilizar disfraces para engañar a Olaf y a su tropa, y no al revés. Desde que el Conde Olaf está oficialmente muerto, según “El Diario Punctilio” (aunque no sea cierto), ya no necesita ponerse un disfraz porque nadie le hace caso.
- Los planes de Olaf comienzan a surtir efecto. El Conde Olaf ya no se concentra sólo en la fortuna de los Baudelaire sino también desea tener en sus manos los zafiros de los Quagmire, el archivo de Snicket, y un misterioso Azucarero que contiene algo terriblemente importante.
- Los Baudelaire tratan de encontrar más información sobre el secreto del ojo tatuado en el tobillo de Olaf y de la organización V.F.D., lo cual es descubierto en cada libro. Están ciertamente conectados con una misteriosa secuencia de incendios intencionados. Ellos también se preguntan por qué es tan importante el azucarero y, debido a una nota que encontraron en el Hospital Heimlich (el hospital del octavo libro), también si uno de sus padres sigue vivo.
- Los siguientes libros revelan que el ojo es el símbolo de la organización V.F.D. y que estas mismas letras están disfrazadas dentro de él. "El carnaval carnívoro"(The Carnivorous Carnival). De hecho, toda la serie se basa en V.F.D., mencionada por vez primera por los trillizos Quagmire en "Una academia muy austera".
- El lector descubre que muchos de los distintos tutores, villanos y personajes auxiliares a los que los huérfanos se enfrentan en los primeros seis libros están ciertamente relacionados con V.F.D., incluyendo sus padres. V.F.D. fue una vez una organización secreta virtuosa, dedicada a combatir incendios - figurada y verdaderamente. Pero ha experimentado un "Cisma" (schism) que ha marcado un gran cambio declarándose enemigos entre los mismos miembros— algunos siguen combatiendo incendios, mientras que otros los inician.
- Haciéndolo más interesante, muchos de los personajes principales —incluyendo Olaf— han quedado huérfanos. Muchos han quedado huérfanos por miembros de la organización; la mayoría perdieron sus hogares en incendios, y otros han muerto en incendios.
- Tales grupos son de 3 niños - los Baudelaire, los Quagmire, los Snicket, las mujeres con polvo en el rostro (las cuales tenían un hermano que murió en un incendio) y los Denouement.
- Los aliados de Olaf comienzan a morir y son remplazados por nuevos cómplices que se unen a su tropa. Estos recién llegados usualmente compartieron una conexión con los Baudelaires antes de cruzarse con la maldad de Olaf. La más importante es "Esmé Sordidez" (Esmé Squalor), la sexta asistente financiera más importante de la ciudad, quien comenzó a perseguir a los Baudelaires después del libro seis. Ella es la novia del Conde Olaf hasta que rompen al final de El penúltimo peligro.
- Los tres niños se desarrollan de maneras sutiles y obvias. Klaus y Violet celebran sus respectivos cumpleaños, y ambos se enfrentan a intereses románticos (aunque un romance termina cuando "la amada", Fiona, se une a la tropa de Olaf para reunirse con su hermano perdido, que resulta ser “el hombre con ganchos en vez de manos”, cuyo verdadero nombre es Fernald). Sunny deja de ser una bebé desamparada y comienza a hablar con palabras sencillas y sofisticadas, y con una variedad de oraciones incompletas de 4 a 10 palabras. Su significado es disfrazado por el deletreo fonético o por estar escrito en otros idiomas. Además, al final del libro 7 da sus primeros pasos. Sunny también supera sus dientes como su principal habilidad y añade la cocina a su lista de habilidades, solucionando problemas con ellas en La pendiente resbaladiza The Slippery Slope.

## Distribución

### Libros
- Un mal comienzo
- La habitación de los reptiles
- El ventanal
- El aserradero lúgubre
- Una academia muy austera
- El ascensor artificioso
- La villa vil
- El hospital hostil
- El carnaval carnívoro
- La pendiente resbaladiza
- La Gruta Sombría
- El penúltimo peligro
- El fin

### Audio libros
La mayoría de la serie de audio libros son leídos por actores como Tim Curry, aunque los libros III-V son leídos por Handler como Lemony Snicket. Todas las grabaciones incluyen canciones vagamente relacionadas con The Gothic Archies, una novedosa banda que muestra la música de la banda del amigo de Handler Stephin Merritt Magnetic Fields

### La película
Se realizó una versión cinematográfica, Lemony Snicket's A Series of Unfortunate Events, basada en los primeros tres libros, estrenada el 17 de diciembre de 2004. Sus estrellas son Jim Carrey como el Conde Olaf, Meryl Streep como Tía Josephine, Billy Connolly como el Tío Monty, Emily Browning como Violet, Liam Aiken como Klaus, Kara y Shelby Hoffman como Sunny y Jude Law como la voz de Lemony Snicket.
La relación que existe entre la novela y la película es la forma tan repetitiva de utilizar la psicología inversa: en el filme en uno de los promocionales el Conde Olaf enumera los puntos buenos de la historia (por ejemplo "Maravilloso conde") pero aun así sugiere que es mucho más fácil y menos aburrido ver la película que leer la novela.
Considerando el éxito de la película, el director y algunos de los principales actores están interesados en realizar una segunda parte, pero hasta la fecha nadie ha escrito un guion. Según el director Brad Silberling, la segunda película se basará en los siguientes libros. Además, Silberling se encuentra un poco descontento ya que el proceso fílmico tomó siete meses en vez de siete semanas en las cuales él afirmó pudo haber terminado de realizarla. Browning dijo que cualquiera de las siguientes películas debe ser filmada rápidamente, para que no se note tanto el crecimiento de los niños a través de la serie de libros. Otro punto de discrepancia es, por ejemplo, que las gafas de Klaus se quiebran en “El aserradero lúgubre” (el lleva gafas en la película, pero raramente las utiliza) y eso puede también obstaculizar la producción de cualquier secuela.
La película fue realizada en Boston, Massachusetts y sus alrededores. (El sobre que aparece al final de la película está dirigido a Boston, Mass.)

### Serie de televisión
El 13 de enero de 2017 se estrenó la serie A Series of Unfortunate Events en Netflix, protagonizada por Neil Patrick Harris en el papel del conde Olaf, Malina Weissman como Violet Baudelaire, Louis Hynes como Klaus, y Presley Smith como Sunny.

## Premios
Un mal principio
- Premio de libros infantiles de Colorado
- Premio de jóvenes lectores de Nevada
- Premio Nene (Hawái)[2]
- Book Sense Libro del año (Finalista)[3]

El ventanal
- IRA/CBC Children's Choice[4]

El ascensor artificioso
- Book Sense 76 Pick[5]

La villa vil
- IRA/CBC Children's Choice[6]

El hospital hostil
- IRA/CBC Children's Choice[7]

La cueva oscura
- Favorito de los clientes en Amazon.com[8]

El penúltimo peligro
- Los Premios del libro pluma del 2006 - Children's Chapter Book/Ganador de clasificación Media[9]

## Clasificación

### Libros en la serie
- Un mal principio (editado por Montena 2004)
- La habitación de los reptiles (editado por Montena 2004)
- El ventanal (editado por Montena 2004)
- El aserradero lúgubre (editado por Montena 2004)
- Una academia muy austera (editado por Montena 2004)
- El ascensor artificioso (editado por Montena 2004)
- La villa vil (editado por Tusquets Editores 2007, Círculo de Lectores)
- El hospital hostil (editado por Tusquets Editores 2007, Círculo de Lectores)
- El carnaval carnívoro
- La pendiente resbaladiza
- La gruta sombría
- El penúltimo peligro
- El fin

### Libros acompañantes
El libro en blanco | Lemony Snicket: La Autobiografía No Autorizada| Las notaciones notorias | Entrenamiento de Voluntario: los desconcertantes enigmas | Las Cartas de Beatrice | La triste cena |13 secretos impactantes que desearías nunca saber sobre Lemony Snicket | Rábano Picante

### Lugares
Lista de lugares en Una serie de catastróficas desdichas | 667 de la Avenida Oscura | La Casa de Tía Josephine | El Payaso Complaciente | La Mansión Baudelaire | Playa Salada | Café Salmonella | El Carnaval Caligari | La Casa del Conde Olaf | La Gruta Gorgonian | El Hospital Heimlich | Hotel Denouement | Lago Lacrimógeno | El Aserradero de la Suerte | Tierra de Olaf | Las Montañas Mortmain | Corporación Fraudusuaria | Academia preparatoria Prufrock | La Casa del Tío Monty | La Granja lechera Valerosa | La Villa de la Fabulosa Desbandada | El Viñedo de las Cortinas Fragantes

### Personajes principales
Violet Baudelaire | Klaus Baudelaire | Sunny Baudelaire | Conde Olaf

### Personajes secundarios
Montgomery Montgomery | Esmé miseria | Beatrice | Sr. y Sra. Baudelaire | Sr. Poe | Fernald | Duncan e Isadora Quagmire | Quigley Quagmire | Carmelita Polainas | Jacques Snicket | Kit Snicket | Jueza Strauss |

### Personajes menores
Bruce | Capitán Widdershins | Charles | Dewey Denouement | Dra. Georgina Orwell | Dr. Gustav Sebald | Fiona | Frank y Ernest Denouement | Hal | Hector | Ike Anwhistle | Jerome Sordidez |  Josephine Anwhistle | Sra. Bass | Sr. Remora | Olivia Lulu | Phil | Señor | Subdirector Nerón | Eleonora Poe | Geraldine Julienne | Hugo | Colette | Kevin

### Organizaciones
Cómplices del Conde Olaf | Los Exploradores de Nieve | V.F.D. | Voluntarios Frente al Dolor | El consejo de ancianos | El Diario Punctilio

### V.F.D.
Lista de VFDs | Nombres ambiguos e Iniciales | Archivo Snicket | El Azucarero | Códigos de V.F.D. | Zombies en la Nieve

### Otros
Animales | El Duende Más Pequeño | Medusoid Mycelium